# HR 4848
Désignations
HR 4848, également désignée HD 110956, est une étoile de la constellation de la Croix du Sud. Elle est visible à l'œil nu avec une magnitude apparente de 4,65. C'est une étoile bleu-blanc de la séquence principale située à environ 385 années-lumière de la Terre.

## Environnement stellaire
HR 4848 présente une parallaxe annuelle de 8,48 ± 0,22 millisecondes d'arc mesurée par le satellite Hipparcos, ce qui permet d'en déduire qu'elle est distante de 385 ± 10 a.l. (∼ 118 pc) de la Terre. Elle s'éloigne du Système solaire à une vitesse radiale d'environ +17 km/s. Elle est membre du groupe Bas-Centaure Croix du Sud de l'association Scorpion-Centaure, qui est l'association d'étoiles massives de types O et B la plus proche du Système solaire,.
C'est une étoile solitaire, qui ne possède pas de compagnon stellaire connu avec qui elle serait physiquement liée. Il existe cependant de multiples compagnons visuels qui apparaissent proches de l'étoile. Le plus brillant d'entre-eux, d'une magnitude visuelle de 8,93, est localisé à une distance angulaire de 51,1 secondes d'arc et selon un angle de position de 166° en date de 2020. Il a été remarqué pour la première fois par John Herschel en 1834. C'est une variable de type α2 Canum Venaticorum qui a pour désignation d'étoile variable BR Crucis.

## Propriétés
HR 4848 est une étoile bleu-blanc de la séquence principale de type spectral B2/3V. C'est une jeune étoile dont l'âge est estimée à environ huit millions d'années et elle fait six fois la masse du Soleil. Elle tourne sur elle-même à une vitesse de rotation projetée de 22 km/s. Elle est environ 615 fois plus lumineuse que le Soleil et sa température de surface est de 16 620 K. C'est une variable irrégulière suspectée avec une variation de seulement 0,02 magnitude dans la bande B. Le satellite TESS lui a détecté des variations s'établissant sur deux fréquences différentes.